# The Escapists
Побегуље (енгл. The Escapists) је стратегијска и симулацијска видео-игра коју је направила компанија Мулди Туф Студиос (енгл. Mouldy Toof Studios).
Ова видео-игра објављена је широм света за Windows 13. фебруара 2015. године. За PlayStation 4 у Северној Америци објављена је 2. јуна 2015., а у Европи 29. маја 2015. За Линукс широм света овјављена је 21. октобра 2015., а за Xbox 360 објављена је 18. децембра 2015. За Андроид и иОС објављена је 2. марта 2017., а за Нинтендо Свич 25. септембра 2018.
Игра ставља играча у улогу једног затвореника и циљ игре је да побегнеш из затвора. У игри постоји неколико затвора рангирајући од најлакшег до најтешег. Игра се игра у птичјој перспективи.
Побегуље је примила одличне оцене, са Windows и Xbox верзијама имајући оцене 71 од 100 и 74 од 100 на вебсајту Метакритик.
Побегуље је друга видео-игра од Криса Дејвиса. Дејвис је успео да добије 7,131 фунту за ову игру преко Кикстартера у новембру, 2013. што му је омогућило да цело своје време посвети само на ову игру. Такође је и потписао издавачки уговор са компанијом Тим17 да би му био бољи маркетинг за игру.
Игра је инспирисана игром Скул Дејз која је направљена 1984. године и та игра је била једна од омиљених игара Дејвиса Криса.
Игра је првобитно објављена на Стиму за ранији приступ у августу, 2014. године. Пуна игра је објављена следеће, 2015. године.